# Нантський едикт

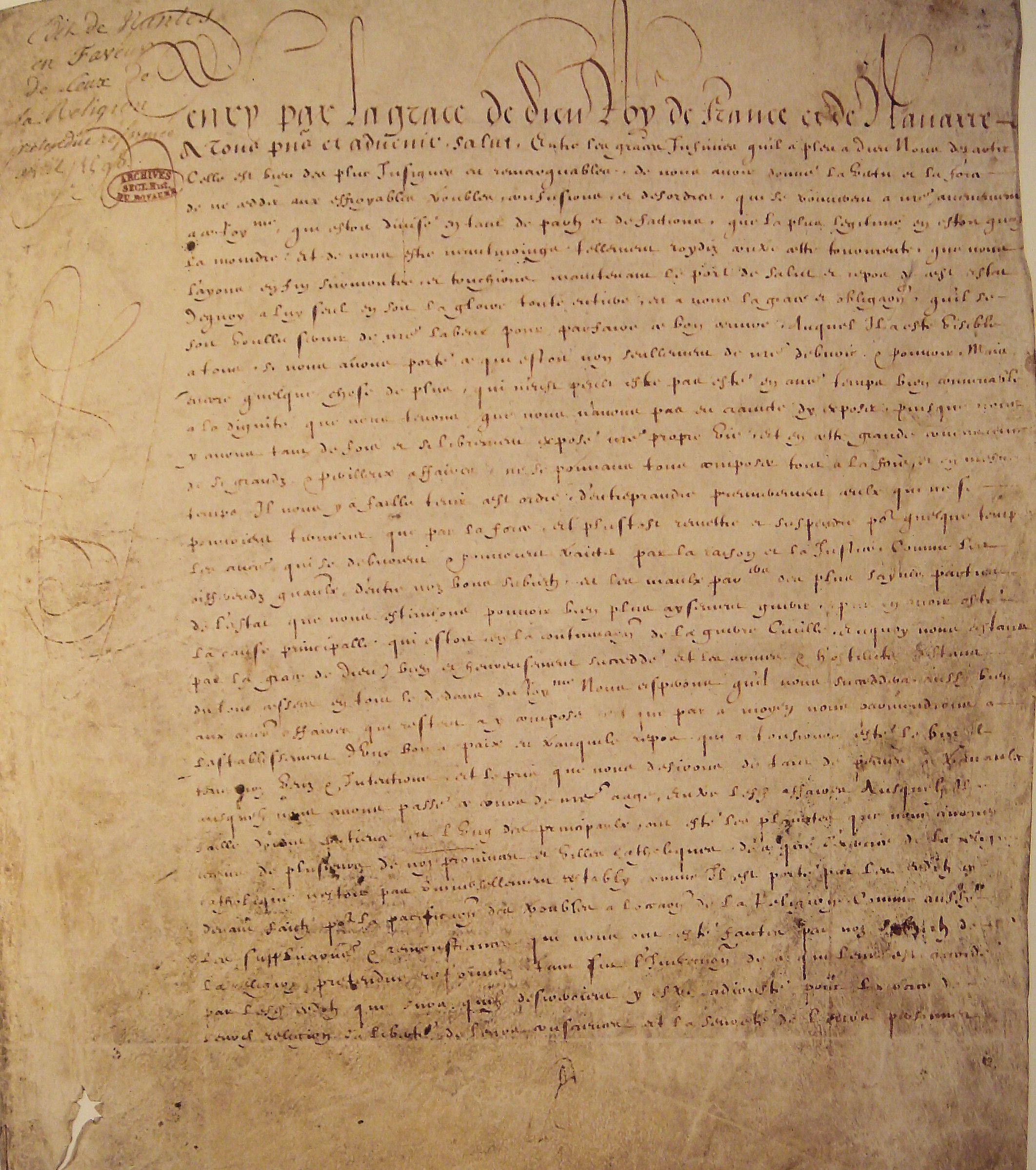
Нантський едикт, квітень 1598 року

Хрест французьких протестантів

Нантський едикт (фр. Édit de Nantes) — указ короля Франції Генріха IV від 13 квітня 1598, який дарував французьким гугенотам певні громадянські права, відкривши таким чином шлях до релігійної терпимості. За указом протестанти отримували право на свободу совісті, поновлювалися їхні громадянські права, включно з правом обіймати будь-яку державну посаду і подавати скарги безпосередньо королю. Едикт поклав кінець релігійній війні у Франції. Виконання едикту гарантувалося шляхом передачі в самоуправління протестантів 150 фортець, а також фінансуванням із королівських скарбниць. Генріх IV, перший король династії Бурбонів, протестант, вирішив перейти в католицьку віру після смерті свого двоюрідного брата Генріха III, і, таким чином, зійти на французький престол.

## Історичний контекст
Нантський едикт поклав кінець релігійним війнам, що роздирали Францію протягом 40 років. Але, вже в минулому, були спроби прийняти законодавчий текст такого типу. 15 січня 1562 року Карл IX підписав Сент-Жерменський едикт (Січневий едикт), що дозволяв свободу культу протестантизму в передмістях. 1570 року підписано Сент-Жерменську угоду, яка гарантувала протестантам свободу совісті, свободу культу, а також передавала під контроль протестантських ватажків чотири міста, а саме Ла-Рошель, Коньяк, Шаріте-сюр-Луар, Монтобан. Але різниця між різними едиктами і Нантським полягає в тому, що останній не лишився мертвою буквою, а був впроваджений у життя і виконувався завдяки авторитету короля Генріха IV, що сам був протестантом в минулому.

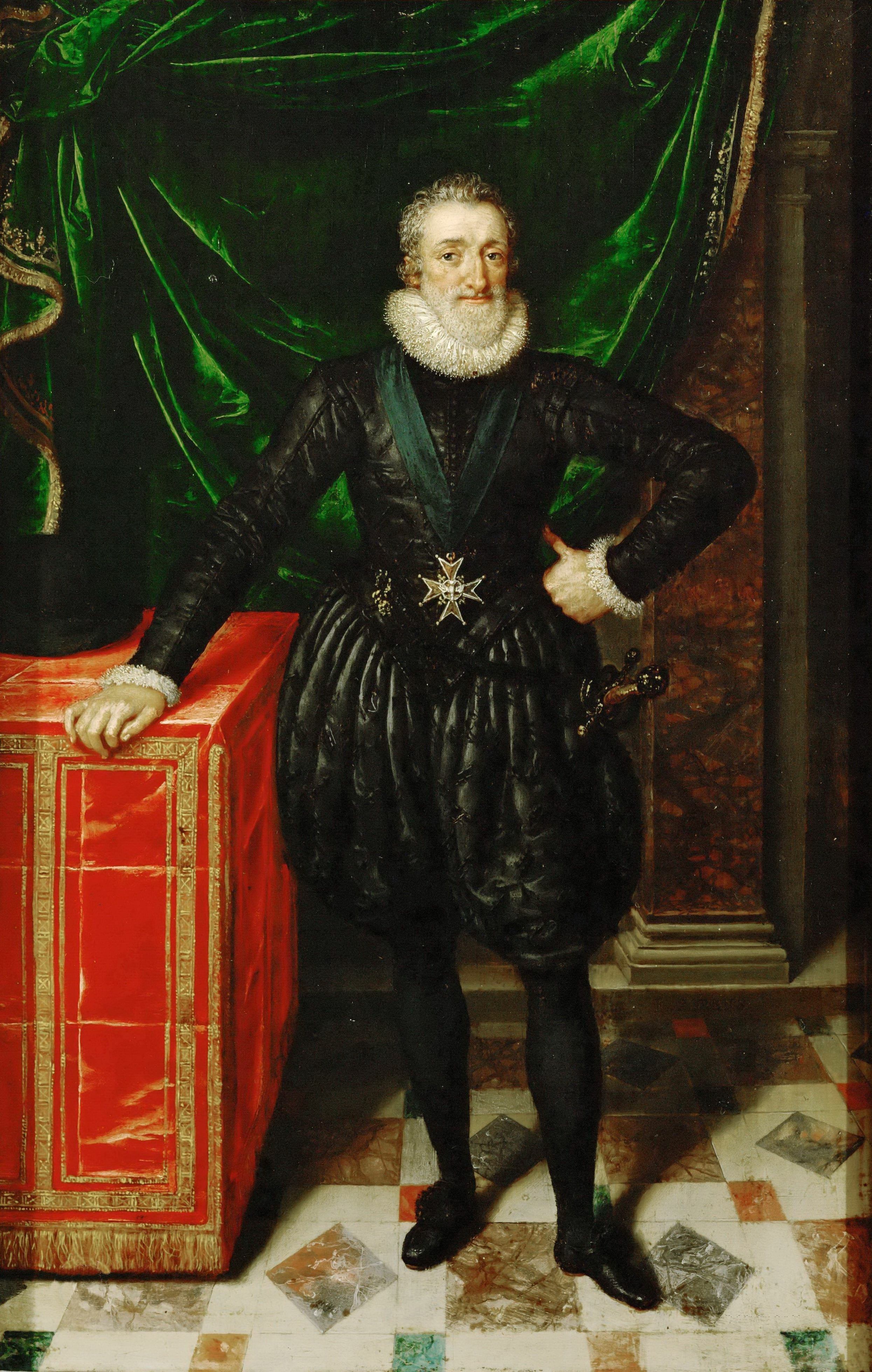
Генріх IV, король Франції

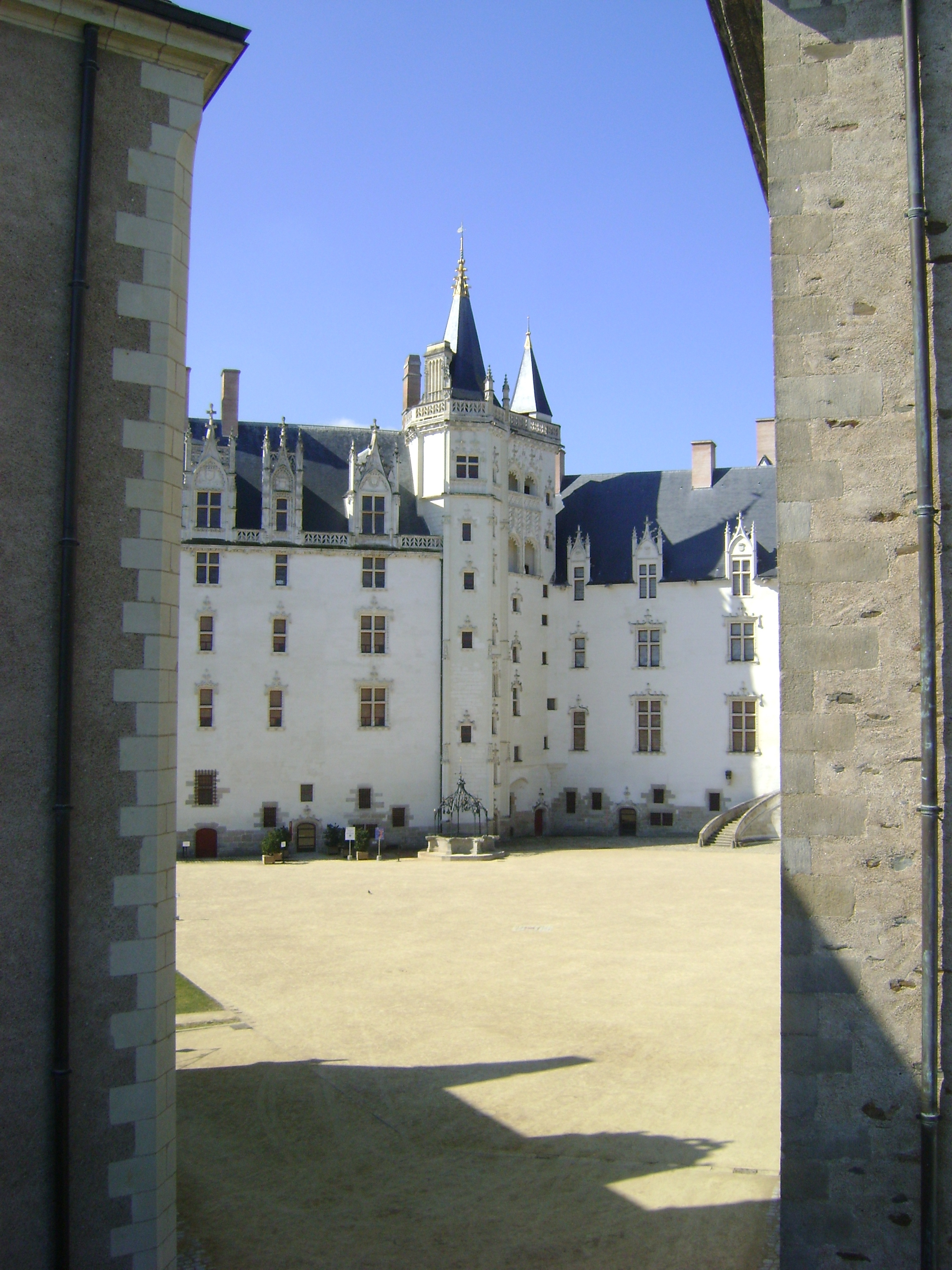
Нантський замок, резиденція герцогів Бретані

## Розробка Едикту
З 7 березня до 3 квітня 1598 Генріх IV, король Франції та Наварри, в недавньому минулому лідер протестантської партії, намагається взяти контроль над вороже настроєною до нього провінцією Бретань. Столиця Франції тимчасово розташована в місті Анже, де і відбулася розробка Едикту. Після нищівної поразки іспанської армії коло міста Ам'єн, позиції Генріха IV значно зміцнилися: майже вся країна перейшла на сторону короля, завдяки воєнним успіхам його війська, переходу Генріха IV в католицизм, а також загальному прагненню до злагоди в країні. В Анже, Генріх IV демонструє ультра-католицькому населенню, всю щирість свого переходу в католицизм: отримує благословення єпископа, ходить на службу в Собор святих Петра і Павла виконує традиційні католицькі королівські обряди (миє ноги 12 бідним, дотикається до хворих для зцілення).
Королівська армія займає позиції вздовж кордону з провінцією Бретань, демонструючи готовність до воєнних дій в останній провінції, на яку не розповсюджується влада нового короля. Тим часом, деякі бретонські фортеці, з криками «Хай живе наш король!» переходять на сторону короля. Позиції герцога Меркера, губернатора провінції, значно ослабилися масовою підтримкою населення королю. Герцог, під час зустрічі з Генріхом IV 28 березня, кидається йому в ноги, присягає в вірності і здає Бретань королівській владі. Французький король Генріх IV урочисто заходить в Нант, столицю Бретані, 12 квітня 1598 року. Королівська рада завершує редагування Нантського едикту.
Як пізніше писав Сюллі, прем'єр-міністр Генріха IV, король прагнув якнайшвидше покласти край громадянській війні, що виснажувала, як католиків, так і протестантів. З цією метою була підписана мирна угода з Іспанією, заклятим ворогом Генріха IV, 2 травня 1598 року. Шлях до підпису Нантського едикту був відкритий.

## Едикт «умиротворення і терпимості»
Тексти, що склали Нантський Едикт були підписані з 3 по 30 квітня 1598 року. Раніше історики вважали, що Едикт був оголошений з замку бретонських герцогів в Нанті, але насправді, ця історична подія відбулася в маленькому будиночку розташованому коло замку. Цей будинок не зберігся: він був зруйнований під час Другої Світової війни.
Нантський едикт у жодному разі не був «милостивим указом», прийнятим могутнім королем для своїх підданих, а навпаки, дипломатичною компромісною угодою, в якій кожна з сторін виборювала кожен пункт на користь свого власного табору. Нантський Едикт гарантує свободу совісті на території всього Французького королівства, він дозволяє свободу культу в населених пунктах, в яких до 1597 року існували протестантські спільноти, а також в 3500 замках протестантського дворянства і в містах місцевого самоуправління. В деяких містах (Бордо, Гренобль, Кастр) були впроваджені суди, що складалися на половину з католиків, на половину з протестантів для гарантії справедливого суду над протестантами. В інших містах (Париж, Руан, Діжон, Тулуза, Ліон тощо), протестантський культ був заборонений, а в Сомюрі, Седані, Ла-Рошелі, Монпельє, Монтобані був заборонений католицький культ.
Протестанти більше не будуть позбавлені своїх громадянських прав, будуть мати доступ до всіх державних посад, зможуть відкривати школи і академії. Фінансова дотація для пасторів в 45 000 екю буде виплачуватися щорічно королівською скарбницею.
Як гарантії їх майбутньої безпеки, 150 замків було передано в управління протестантам, серед них 51 фортеця : Ла-Рошель, Коньяк, Руаян,Монтобан, Нім, Монпельє. Була дозволена армія в 30000 солдат для захисту протестантських фортець.
Оголошення едикту викликало різні реакції. Радість, задоволення, але й обурення. Католицькі міста Париж, Ренн, Руан затвердили Нантський едикт тільки через десять років і те, після загроз Генріха IV, а великий протестантський поет, соратник і особистий друг короля Агриппа д'Обіні назвав едикт «жахливим указом».

## Нантський едикт в Європі 17-го століття
Вперше в Західній Європі, релігійне протистояння було припинено не шляхом заборони і переслідувань (католицизму в Англії, протестантизму в Іспанії та Італії), а шляхом легалізації міноритарної релігії і затвердження державою її прихильників у всіх громадянських правах.

### Терпимість
Нантський едикт заклав основи терпимості як принцип управління суспільством. Але насправді, слово «терпимість» не існує в тексті едикту, на нього немає жодного натяку. В французькій мові 17 століття, слово «терпимість» (la tolérence) має негативний відтінок. і «терпіти» є синонімом слова «страждати», «витримувати муки». Зміст, який ми вкладаємо сьогодні в слово «терпимість», а саме, допускати, що релігійні переконання наших опонентів мають таке саме право на існування як і наші власні, був абсолютно чужим філософії 16 століття. В 16 столітті, кожна людина була впевнена, що саме її віра є єдино правильною, а отже інший помиляється і прирікає себе на пекло в день Страшного суду. Врятувати єретика від його єресі, навіть силою, є святим обов'язком кожного віруючого. Католики вважали, що едикт був тимчасовим компромісом, необхідним на шляху майбутнього знищення протестантської релігії. Протестанти розцінювали едикт як поступку католицькій більшості й розраховували на майбутню підтримку Англії і подальше послаблення Іспанії.

### Перелом в європейській ментальності
Насправді, Нантський едикт знаменує остаточний відхід від середньовічних догм, коли влада короля і божа влада були синонімами. Нантський едикт різко розмежував, з одного боку, релігійні переконання, які покидають громадський простір і стають особистою справою кожного, і закон короля, якому підкоряються всі без винятку. Цікаво, що сучасники Нанського едикту називали його едиктом умиротворення.

## Скасування

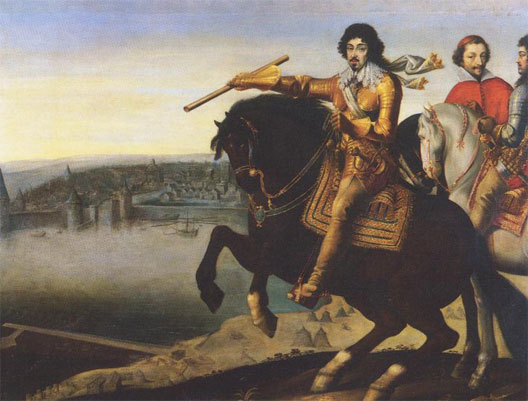
Людовік XIII і герцог Рішельє, прем'єр міністр короля, під час облоги Ла Рошелі, останнього оплоту протестантів

## Скасування оборонних гарантій едикту (1629 рік)
Всі воєнні гарантії, що едикт надавав протестантам, а саме право утримувати фортеці, оборонні замки, були скасовані королем Людовіком XIII, Алеським едиктом в 1629 році. Син Генріха IV, Людовік XIII захоплює протестантську фортецю міста Ларошель, забороняє політичні протестантські збори та партії, але дозволяє протестантський культ на всій території Франції, крім Парижу.

### Політика конверсій (1660–1685)
Людовік XIV починає активну політику конверсій, добровільних але часто насильницьких. Король насаджує абсолютизм і вважає, що Франція повинна слідувати принципу: один народ, один король, одна віра.
Місіонери намагаються переконати протестантів змінити віру, поліція примушує кожну протестантську родину брати на утримання жандарма.

### Остаточне скасування Нантського Едикту (1685 рік)
Нантський едикт був скасований у 1685 Едиктом Фонтенбло, який заборонив протестантизм у Франції.
Після смерті Людовіка XIV, протестантизм був заборонений, але французькі королі не продемонстрували непримиримості Людовіка в цьому питанні і значні протестантські спільноти змогли вижити.
1787 року Людовік XVI підписав Версальський Едикт, який забороняв всі переслідування проти протестантів.
Тільки Французька революція 1789 року дозволила повну і остаточну політичну, релігійну і особисту реабілітацію французьких протестантів.